# DRDC Valcartier
DRDC Valcartier é um grande centro de pesquisa militar na Canadian Forces Base Valcartier, em Quebec, um dos nove centros que compõem o Defence Research and Development Canada (DRDC).
A intenção do Canadian Armament Research and Development Establishment (CARDE), originalmente formado no final da Segunda Guerra Mundial em 1945, era de manter as equipes de pesquisa trabalhando no Canadá durante a guerra, ao invés de deslocá-las para os Estados Unidos.
A partir de 1951, o CARDE implementou um programa de desenvolvimento de mísseis, resultando em dois protótipos materializados: um como míssil ar-ar, e outro como foguete anti-tanque, sendo que nenhum dos dois chegou a ser produzido em série.
A partir de 1955, um sério esforço foi canalizado para dotar o Canadá de um sistema de mísseis antibalísticos. No início da década de 60, estavam sendo desenvolvidos uma série de motores de foguete à combustível sólido, usando novas tecnologias e cada vez mais potentes. 
Para testá-los, foi projetado e desenvolvido um foguete de teste, que mais tarde veio a se tornar o foguete de sondagem Black Brant.
O CARDE então se voltou ao projeto de usar os novos combustíveis sólidos desenvolvidos, como a base de um novo motor para foguetes ar-terra. O resultado foi o foguete CRV-7, que já na época tinha cerca do dobro da velocidade dos foguetes Americanos, e com empuxo suficiente para
perfurar os hangares reforçados do Pacto de Varsóvia.
A partir de 1969, devido a mudanças políticas e estratégicas do governo Canadense, o CARDE passou a se dedicar a projetos menores para as Forças Armadas, e o nome do Centro mudou para Defence Research Establishment Valcartier (DREV), acompanhado de reduções de área e de orçamento.
Em 1 de Abril de 2000, O DREV mudou novamente o seu nome para "Defence R&D Canada – Valcartier" quando passou a estar subordinado à agência Defence Research and Development Canada (DRDC).